# Shelagh Ratcliffe
Shelagh Hudson Ratcliffe (Liverpool, Reino Unido 25 de enero de 1952) es una nadadora retirada especializada en pruebas de estilo combinado. Fue medalla de bronce en los 200 y 400 metros estilos durante el Campeonato Europeo de Natación de 1970.
Representó a Reino Unido en los Juegos Olímpicos de México 1968 y Múnich 1972.

## Palmarés internacional
| Campeonato Europeo de Natación | Campeonato Europeo de Natación | Campeonato Europeo de Natación | Campeonato Europeo de Natación |
| Año                            | Lugar                          | Medalla                        | Prueba                         |
| ------------------------------ | ------------------------------ | ------------------------------ | ------------------------------ |
| 1970                           | Barcelona ( España)            | Medalla de bronce              | 200 m estilos                  |
| 1970                           | Barcelona ( España)            | Medalla de bronce              | 400 m estilos                  |